# Вулиця Пилипа Орлика (Мелітополь)
Вулиця Пилипа Орлика — вулиця в Мелітополі на Юрівці. Йде від Будівельної вулиці до вулиці Академіка Корольова. Забудована приватними будинками.

## Назва
Вулиця названа честь Пилипа Орлика (1672—1742) — гетьмана Війська Запорозького у вигнанні, одного з упорядників першої української конституції.

## Історія
Вулиця згадується 20 грудня 1946 року як 2-га Степова вулиця. (Зараз Степовою вулицею називається інша вулиця Мелітополя.)
21 жовтня 1965 року була перейменована на вулицю Блюхера на честь Василя Блюхера (1890—1938) — радянського маршала, репресованого в 1938 році.
В 2016 році в ході декомунізації вулиця була перейменована на вулицю Пилипа Орлика.
7 квітня 2023 року, під час Російського вторгнення в Україну, російська окупаційна влада Мелітополя видала наказ про повернення вулиці імені Блюхера.